# Marsai Martin
Marsai Martin (Plano, Texas; 14 de agosto de 2004) es una actriz y cantante estadounidense. Es conocida por su papel como Diane Johnson en la serie de comedia de la ABC Black-ish. Ha protagonizado y sido la productora ejecutiva de la película de Little, una comedia de Universal Pictures, basada en una idea suya.

## Vida y carrera
Martin nació en Plano, Texas.  A los cinco años, consiguió su primer anuncio nacional, antes de mudarse a Los Ángeles en 2013. Al año siguiente, Martin fue elegida junto a Anthony Anderson y Tracee Ellis Ross para la serie de comedia de la ABC Black-ish, creada por Kenya Barris. Por su papel revelación, Martin ha recibido numerosos premios y nominaciones, incluyendo dos Premios NAACP Image y un Premio Young Artist. Ha recibido seis nominaciones a los Premios NAACP Image y dos nominaciones a los Premios del Sindicato de Actores al mejor reparto de televisión - Comedia.
En 2016, Martin hizo su debut en el cine interpretando un papel protagonista en la película original de Amazon Studios, An American Girl Story – Melody 1963: Love Has to Win, ambientada en Detroit durante el movimiento por los derechos civiles en Estados Unidos. En 2018, Martin fue elegida para su primer largometraje de estudio, titulado Little para Universal Pictures. A los 13 años, se convirtió en productora ejecutiva de la película.
En marzo de 2023, Martin y el actor Ricky Guillart confirmaron su relación, luego dede haber trabajado juntos en PAW Patrol: The Mighty Movie.

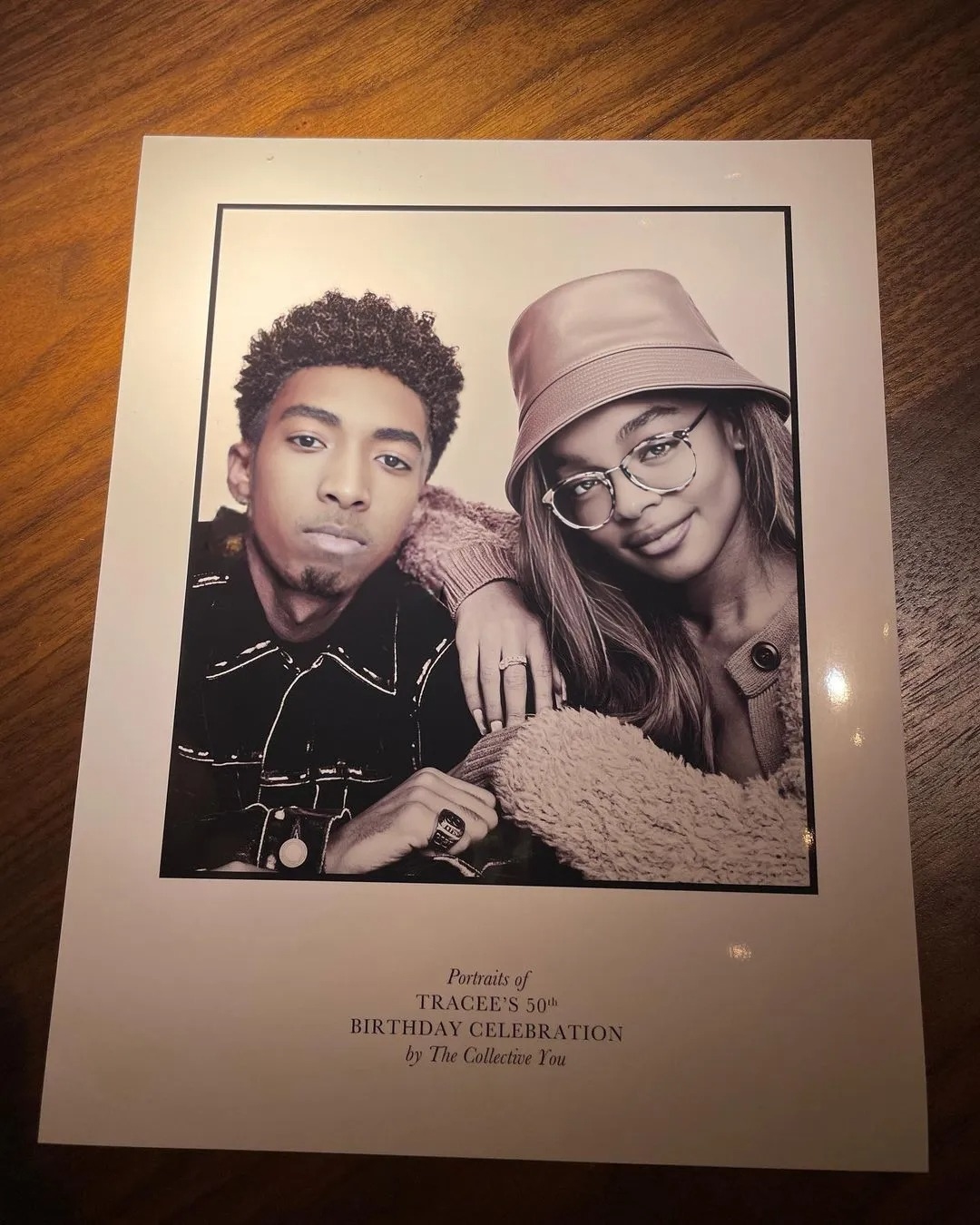
Fotografía que confirma que el pareja estaba saliendo

## Filmografía

### Películas
| Año  | Título                                                | Papel                        | Notas                                        |
| ---- | ----------------------------------------------------- | ---------------------------- | -------------------------------------------- |
| 2016 | Nina                                                  | Niña en la Cinta             |                                              |
| 2016 | An American Girl Story – Melody 1963: Love Has to Win | Melody Ellison               | Nominación — Premios BET — Premio YoungStars |
| 2017 | Fun Mom Dinner                                        | Hannah                       |                                              |
| 2017 | Lemonade Mafia                                        | Kira Anderson                | Cortometraje                                 |
| 2019 | Little                                                | También productora ejecutiva |                                              |
| 2021 | Spirit Untamed                                        | Prudence "Pru" Granger       | Serie                                        |
| 2021 | PAW Patrol: The Movie                                 | Liberty                      |                                              |
| 2022 | Fantasy Football                                      | Callie Coleman               |                                              |
| 2023 | Good Burger 2                                         | Cliente amigable             |                                              |

### Televisión
| Año          | Título                       | Papel          | Notas |
| ------------ | ---------------------------- | -------------- | --- |
| 2014–present | Black-ish                    | Diane Johnson  | Series regular Premio NAACP Image a Mejor Actriz de Reparto en Serie de Comedia (2016) Premio NAACP Image a la Mejor Interpretación de un Joven (Serie, Especial, Telefilme o Serie Limitada) (2017) Premios Young Artist a la Actriz de Reparto Juvenil (2016) Nominación — Premio NAACP Image a la Mejor Actriz de Reparto en Serie de Comedia (2017–18) Nominación — Premio NAACP Image a la Mejor Interpretación de un Joven (Serie, Especial, Telefilme o Serie Limitada) (2016, 18) Nominación — Premios Young Artist a Mejor Actriz Joven por la Mejor Interpretación en una Serie de Televisión - Actriz Joven de Reparto (2015) Nominación — Premios Young Artist al Mejor Elenco Joven en una Serie de Televisión (2016) Nominación — Premio del Sindicato de Actores al mejor reparto de televisión - Comedia (2017–18) Nominación — Premios BET — Premios YoungStars (2017) |
| 2015-2016    | Goldie & Bear                | Jill           | Voz, 4 episodios |
| 2016         | El Show de Peabody y Sherman | Anissa         | Voice, 2 episodios |
| 2016         | Elena de Ávalor              | Caterina (voz) | Episodio: "The Scepter of Light" |
| 2018         | Unbreakable Kimmy Schmidt    | Aisha          | Episodio: Kimmy and the Beest |